# Euploea phaeretena
Euploea phaeretena är en fjärilsart som beskrevs av Napoleon Manuel Kheil 1884. Euploea phaeretena ingår i släktet Euploea och familjen praktfjärilar. Inga underarter finns listade i Catalogue of Life.